# Rottefængeren fra Hameln
Rottefængeren fra Hameln er et tysk sagn fra middelalderen som bl.a. er bevaret i brødrene Grimms tolkning fra 1816.

## Handling
Historien udspiller sig efter traditionen i 1284 i byen Hameln, som er blevet invaderet af rotter. En mand tilbyder befolkningen sin hjælp. Rottefængeren lokker med sit fløjtespil rotterne ud i floden Weser. Rotterne drukner, men han får ikke sin betaling og forlader byen i vrede. Flere dage senere vender han tilbage. Mens byens borgere er i kirken spiller han igen på sin fløjte og lokker byens børn ind i en grotte uden for byen, hvor de forsvinder.

## Historie
Sagnet regnes for at være et minde om børnekorstoget i 1212. Den tidligst kendte kilde til sagnet er en beretning på latin af dominikanermunken Heinrich af Herford fra klosteret i Minden (død 1370).
Den 26. juni 1284 skal en agitator have lokket 130 børn og unge fra Hameln med sig. Hele optoget forsvandt ud af byens østport og er aldrig set siden. Der kan være tale om rekruttering til den tyske kolonisering af Sudeterlandet og Transsylvanien, men lingvisten
Jürgen Udolph holder på, at områderne lige øst for Berlin er mere sandsynlige, da familienavne, der forkom hyppigt i datidens Hameln, dukker op med overraskende hyppighed i områderne Uckermark og Prignitz ved Berlin, som han mener var udvandringens mål, ikke mindst fordi de lige var frigjort fra dansk overherredømme.
Børnene kan være kommet ud for en ulykke, måske druknet i Weser eller være blevet begravet i et jordskred. De kan være ramt af kolera eller anden sygdom, eller bortvist fra byen for at stoppe smitten. I det tilfælde er rottefængeren et symbol for Manden med leen.